# Obermurau (zámek)
Zámek Obermurau byl postaven na zámeckém vrchu (Schlossberg) ve městě Murau v rakouském Štýrsku. Vlastníkem zámku je šlechtická rodina Schwarzenbergů.

## Historie hradu

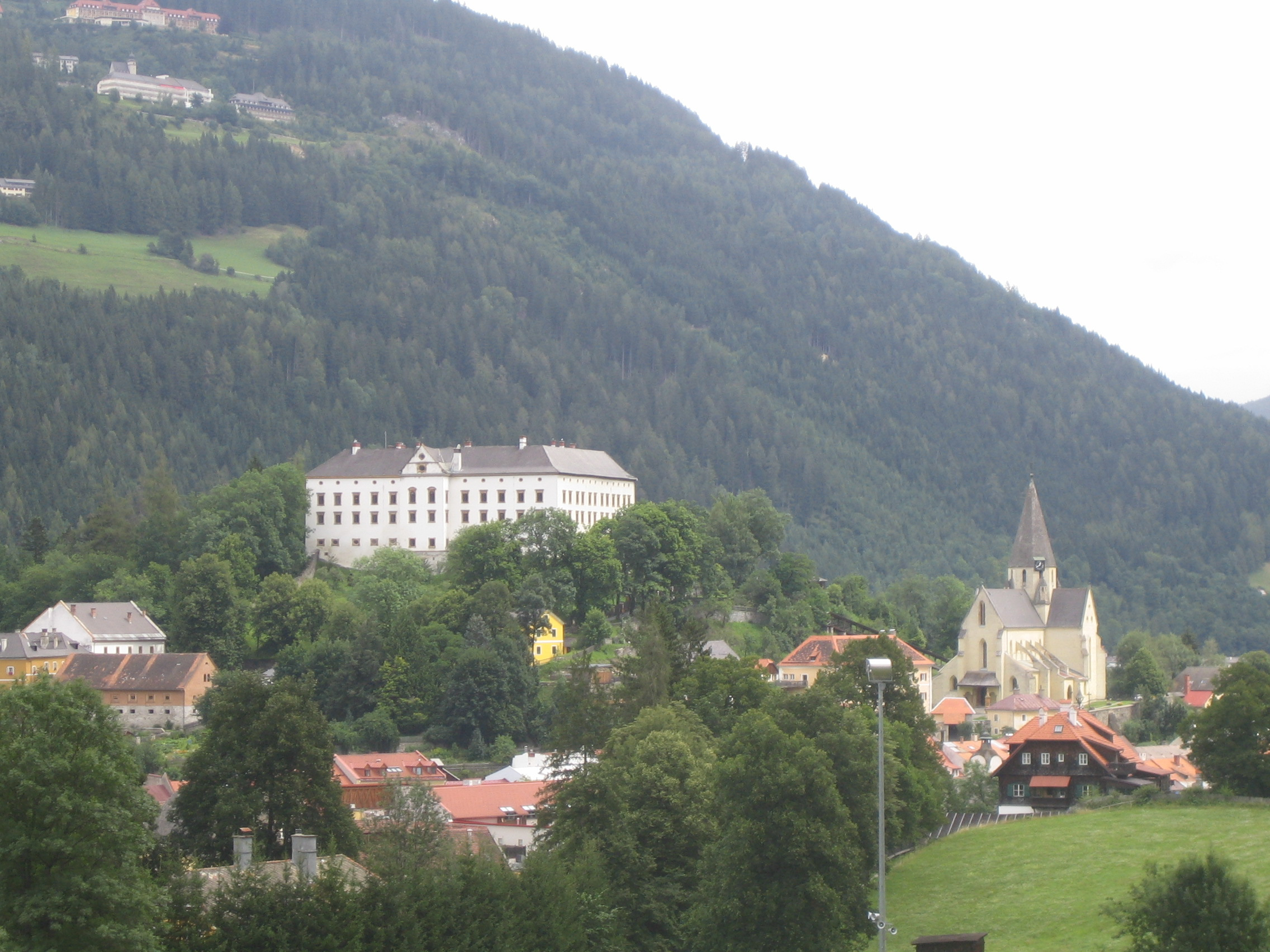
Zámek a kostel v Obermurau

Oldřich z Lichtenštejna (asi 1200–1275) postavil první hrad na murauském zámeckém vrchu. V době války mezi Rudolfem Habsburským a českým králem Přemyslem Otakarem II., která skončila bitvou na Moravském poli v roce 1278, byl hrad zničen. Oldřichův syn Otto z Lichtenštejna hrad znovu vybudoval.
Kryštof z Lichtenštejna († 1580) byl ženatý s Annou Neumannovou z Wasserleonburgu. Když Kryštof zemřel, hrad i panství Murau převzala jeho vdova. Jako dvaaosmdesátiletá se v roce 1617 pošesté provdala za tehdy 31letého říšského hraběte Jiřího Ludvíka ze Schwarzenbergu (1586[zdroj?]–1646). Anna Neumannová zemřela v roce 1623.

## Historie zámku
V letech 1628 až 1643 přestavil hrabě Jiří Ludvík starý hrad na zámek v renesančním slohu o čtyřech křídlech s dvorními arkádami.
Zámek Obermurau zůstal až do dnešní doby ve vlastnictví rodu Schwarzenbergů. Knížecí rodina Schwarzenbergů, jejíž rodinná nadace (Fürstlich Schwarzenberg’sche Familienstiftung) sídlí ve Vaduzu, dává pro zámek přednost jménu "Zámek Murau".